# 2С19
2С19 «Мста-С» (индекс ГАБТУ — объект 316, по классификации НАТО — M1990 «Farm») — советская и российская 152-мм дивизионная самоходная гаубица.
«Мста-С» разработана на Уральском заводе транспортного машиностроения. За разработку и изготовление данного изделия были присуждены Ленинская и Государственная премии. Главный конструктор САУ — Ю. В. Томашов, 152-мм орудия 2А64 — Г. И. Сергеев. САУ 2С19 предназначена для уничтожения тактических ядерных средств, артиллерийских и миномётных батарей, танков и другой броневой техники, противотанковых средств, живой силы, средств ПВО и ПРО, пунктов управления, а также для разрушения полевых фортификационных сооружений и препятствования манёврам резервов противника в глубине его обороны. Может вести огонь по наблюдаемым и ненаблюдаемым целям с закрытых позиций и прямой наводкой, включая работу в горных условиях. При стрельбе используются как выстрелы из боевой укладки, так и подающиеся с грунта. В 1989 году новая самоходная гаубица 2С19 «Мста-С» была принята на вооружение артиллерийских полков мотострелковых и танковых дивизий Советской армии ВС СССР. Впервые демонстрировалась на авиасалоне в городе Жуковском в августе 1992 года.

## История создания
В 1971 году на вооружение Советской армии была принята 152-мм самоходная гаубица 2С3 «Акация», по своим характеристикам приблизительно соответствовавшая аналогичным системам стран НАТО, на вооружении которых находились в основном 155-мм самоходные гаубицы M109. В то же время западноевропейские государства начали разработку новой САУ SP70 с баллистикой буксируемой 155-мм гаубицы FH70. Баллистическое решение 155-мм гаубицы позволяло обеспечить максимальную дальность стрельбы ОФС до 24 км, а активно-реактивным снарядом — до 30 км. Подобные характеристики давали существенное преимущество перед советскими артиллерийскими дивизионными системами и позволяли осуществлять доктрину «борьбы со вторыми эшелонами» по уничтожению и подавлению войск стран-участниц Варшавского договора ещё до их прибытия на передний край боевых действий.
Приблизительно в одно время со странами НАТО в СССР тоже начинаются работы по созданию артиллерийского вооружения следующего поколения. Так по результатам научно-исследовательской работы «Успех-2» были определены направления развития артиллерийского вооружения западных стран и перечень работ по созданию новых артиллерийских систем для Советской армии. В ходе исследований была выявлена необходимость сокращения номенклатуры калибров артиллерийских систем и необходимость унификации по боеприпасам гаубиц и реактивных систем залпового огня в дивизионном, полковом и армейском звеньях. С 1976 года в Центральном конструкторском бюро Уральского завода транспортного машиностроения под руководством Ю. В. Томашова начинаются научно-исследовательские работы по определению облика перспективной САУ дивизионного звена, вооружённой орудием с баллистикой буксируемой 152-мм гаубицы (позднее получившей наименование 2А65 «Мста-Б»), разрабатываемой в Волгоградском ОКБ-2 завода «Баррикады», под руководством Г. И. Сергеева.
Новая самоходная артиллерийская установка проектировалась под обозначением «объект 316». Одновременно с вариантом, разрабатываемым под руководством Ю. В. Томашова, в ЦКБ Уральского завода транспортного машиностроения небольшим коллективом под руководством Н. С. Тупицына создавался альтернативный вариант с открытой установкой орудия и полностью автоматизированным процессом заряжания, который получил обозначение «объект 327». Компоновка «объекта 327» позволяла существенно сэкономить в массе изделия. В 1976 году был изготовлен первый прототип, однако для доведения разработанной САУ была необходима длительная доработка по устранению недостатков, что считалось неоправданной тратой времени, поэтому в итоге все силы были брошены на разработку варианта под обозначением «объект 316». Полученные проработки легли в основу ОКР под наименованием «Мста-С» (индекс ГРАУ — 2С19), официально начатой в 1980 году. «Мста-С» должна была поступить на вооружение артиллерийских полков танковых и мотострелковых дивизий для замены 152-мм самоходных гаубиц 2С3 «Акация». Разработчик боевого отделения — Тульское КБ приборостроения (сейчас НПО «Точность»).
| Таблица ТТХ аванпроектов 2С19, выполненных в ЦКБ «Уралтрансмаш» |                  |                        |                        |
| Наименование                                                    | Объект 316       | Объект 327 (вариант 1) | Объект 327 (вариант 2) |
| Основные характеристики                                         |                  |                        |                        |
| Экипаж, чел.                                                    | 5                | 4                      | 4                      |
| Боевая масса, т                                                 | 42               | 41                     | 41                     |
| Схема установки орудия                                          | башенная         | открытая               | открытая               |
| Вооружение                                                      |                  |                        |                        |
| Марка орудия                                                    | 2А64             | 2А33                   | 2А37                   |
| Тип орудия                                                      | гаубица          | гаубица                | пушка                  |
| Максимальная дальность ОФС, км                                  | 24,7             | 17,4                   | 30,5                   |
| Максимальная дальность АР ОФС, км                               | 29               | 20,5                   | 37                     |
| Пулемёт                                                         | 1 × 12,7-мм НСВТ | —                      | —                      |

Головным разработчиком 2С19 был назначен Уральский завод транспортного машиностроения, гаубица 2А64 проектировалась в ОКБ-2. В 1983 году был изготовлен первый макетный образец, а в ноябре этого же года было завершено изготовление опытного образца, который в течение 1984 года на Ржевском полигоне проходил испытания. Изначально САУ 2С19 разрабатывалась на базе танка Т-72, однако в ходе испытаний были выявлены серьёзные недостатки, среди которых была большая раскачка орудия при стрельбе. Для устранения замечаний было принято решение от базы танка Т-72 оставить геометрию корпуса, двигатель, трансмиссию и приводы управления. При этом торсионы и катки ходовой части САУ были заменены на новые, разработанные на базе применяемых в танке Т-80. После устранения замечаний к 1986 году были изготовлены шесть самоходных гаубиц 2С19 установочной партии. Изготовленные САУ были отправлены на государственные, а затем на войсковые испытания. После завершения войсковых испытаний и доработок выявленных недостатков в 1989 году самоходная гаубица 2С19 «Мста-С» была принята на вооружение Советской армии.

## Конструкция

### Броневой корпус и башня

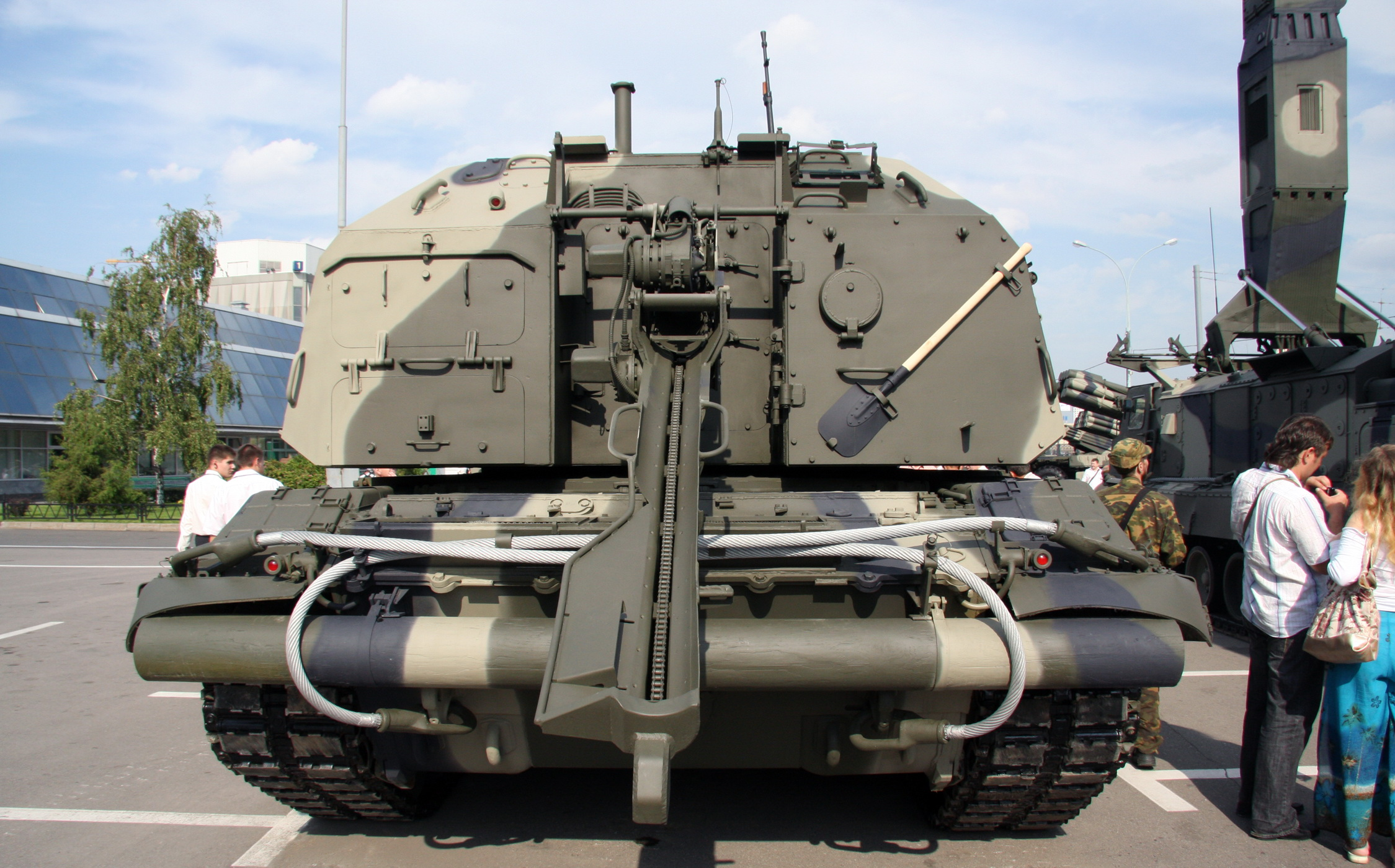
Лоток для подачи боеприпасов с грунта

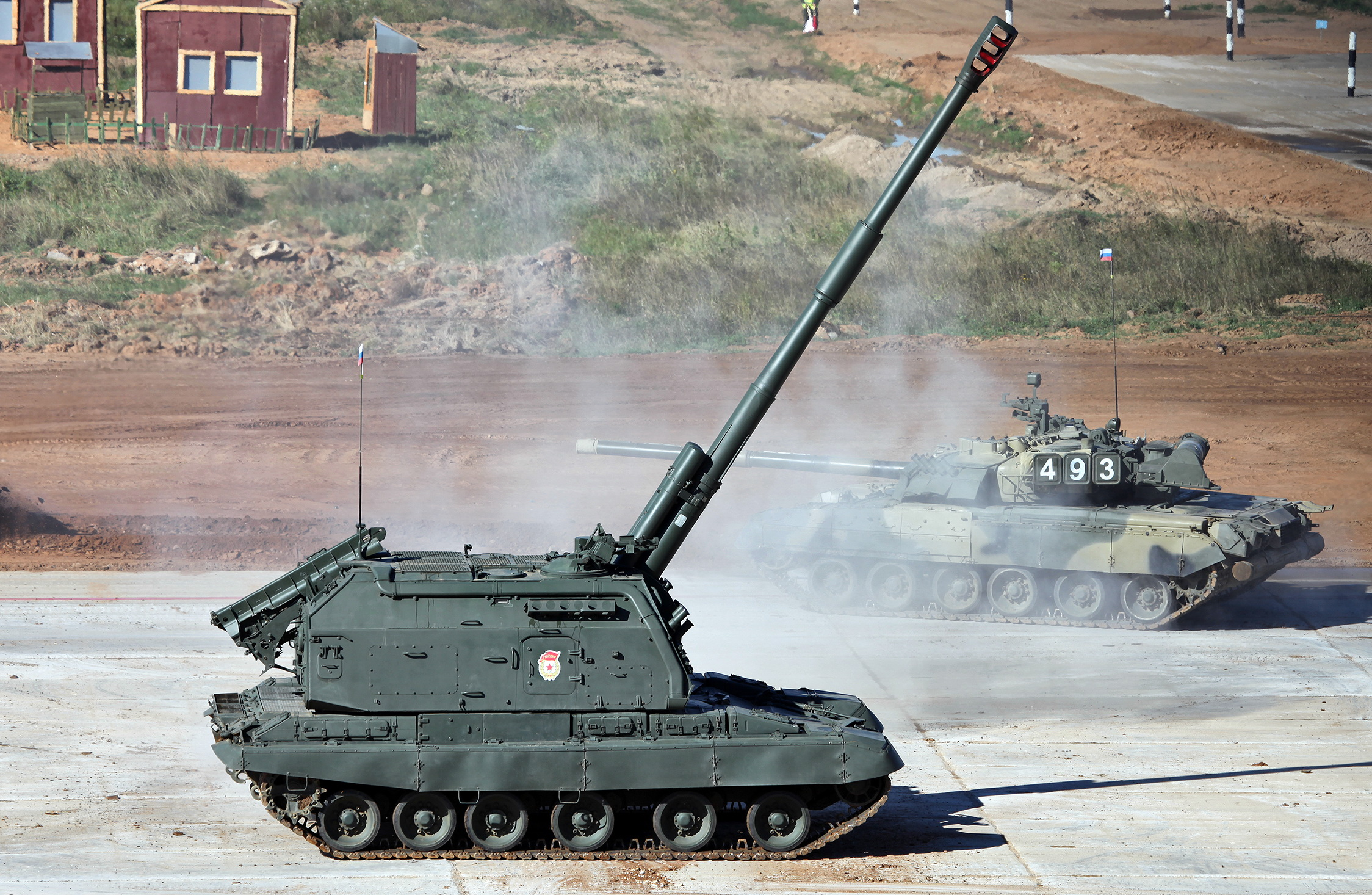
Установка с орудием на угле возвышения, близком к предельному, на танковом биатлоне в Алабино в 2013 году

Самоходная гаубица 2С19 «Мста-С» выполнена по башенной схеме. Корпус машины по геометрии подобен корпусу танка Т-72, сварен из стальных броневых катанных листов и разделён на три отделения: отделение управления, боевое и силовое (моторно-трансмиссионное). В передней части в середине корпуса расположено место механика-водителя с органами управления шасси. В средней части располагается боевое отделение. На крыше корпуса на шариковый погон диаметром 2444 мм установлена сварная башня. Масса башни без боекомплекта составляет 13,5 тонн. В башне установлено орудие 2А64, а также места экипажа. По правому борту в передней части башни размещается сидение командира, по левому борту в передней части башни установлено сидение наводчика и прицельные приспособления. За наводчиком и командиром размещены два места для заряжающих САУ. Место командира оборудовано поворотной башенкой, установленной на крыше башни, по своей конструкции аналогичной башенкам командира танков Т-64 и Т-80. В кормовой части башни установлены два механизированных конвейера с зарядами и снарядами. Под башней на днище корпуса расположена вращающаяся платформа пола, закреплённая к погону четырьмя трубами. Подача в укладки может осуществляться с грунта через специальный механизированный подающий лоток, расположенный снаружи на корме башни. Дополнительные конвейеры подачи боеприпасов с грунта позволяют вести стрельбу без расхода внутреннего боезапаса. В походном положении один из них размещается на башне, другой убирается внутрь. В кормовой части корпуса САУ находится моторно-трансмиссионное отделение, аналогичное таковому на танке Т-72. Бронирование САУ 2С19 обеспечивает противопульную и противоосколочную защиту экипажа. Толщина листов корпуса и башни составляет 15 мм.
В башне установлен автономный газотурбинный агрегат АП-18Д (обеспечивает САУ постоянным током, мощность 16 кВт, время непрерывной работы восемь часов), две фильтровентиляционных установки и система герметизации казённой части для предотвращения загазованности боевого отделения.

### Вооружение

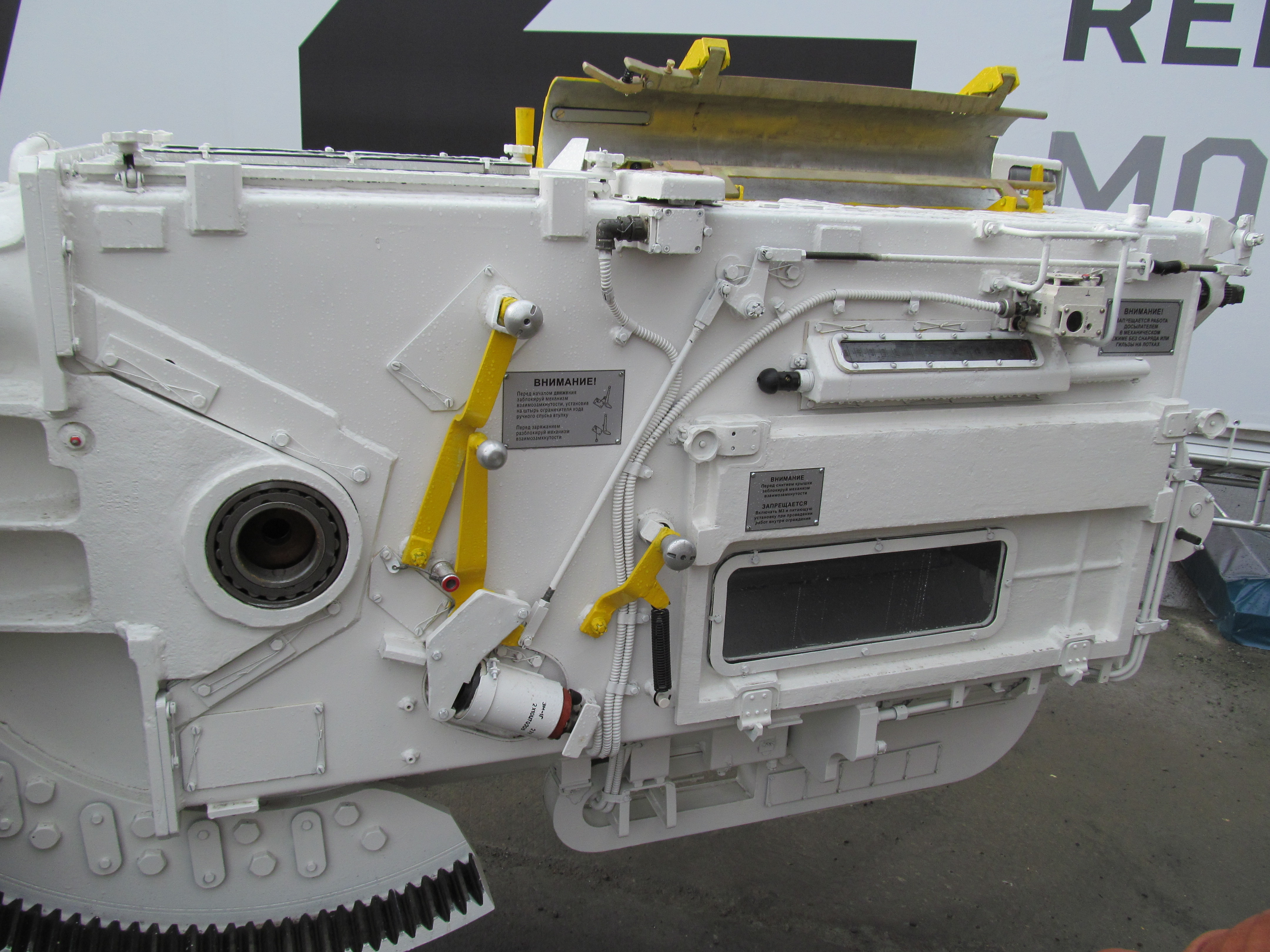
Казённая часть 152-мм гаубицы 2А64 на выставке RAE-2013

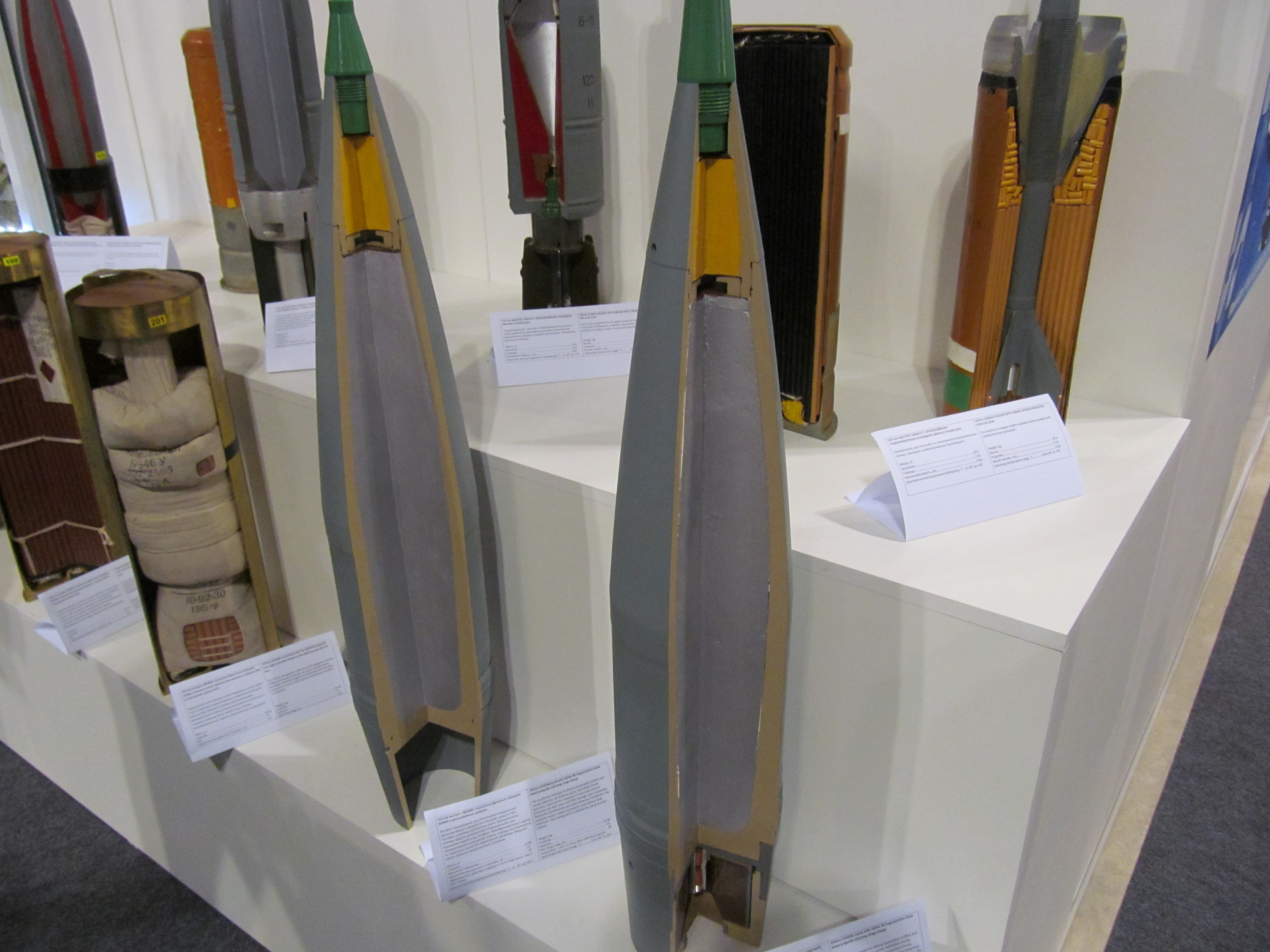
152-мм ОФС 3ОФ64 (слева), 152-мм ОФС с ГГ 3ОФ61 (справа)

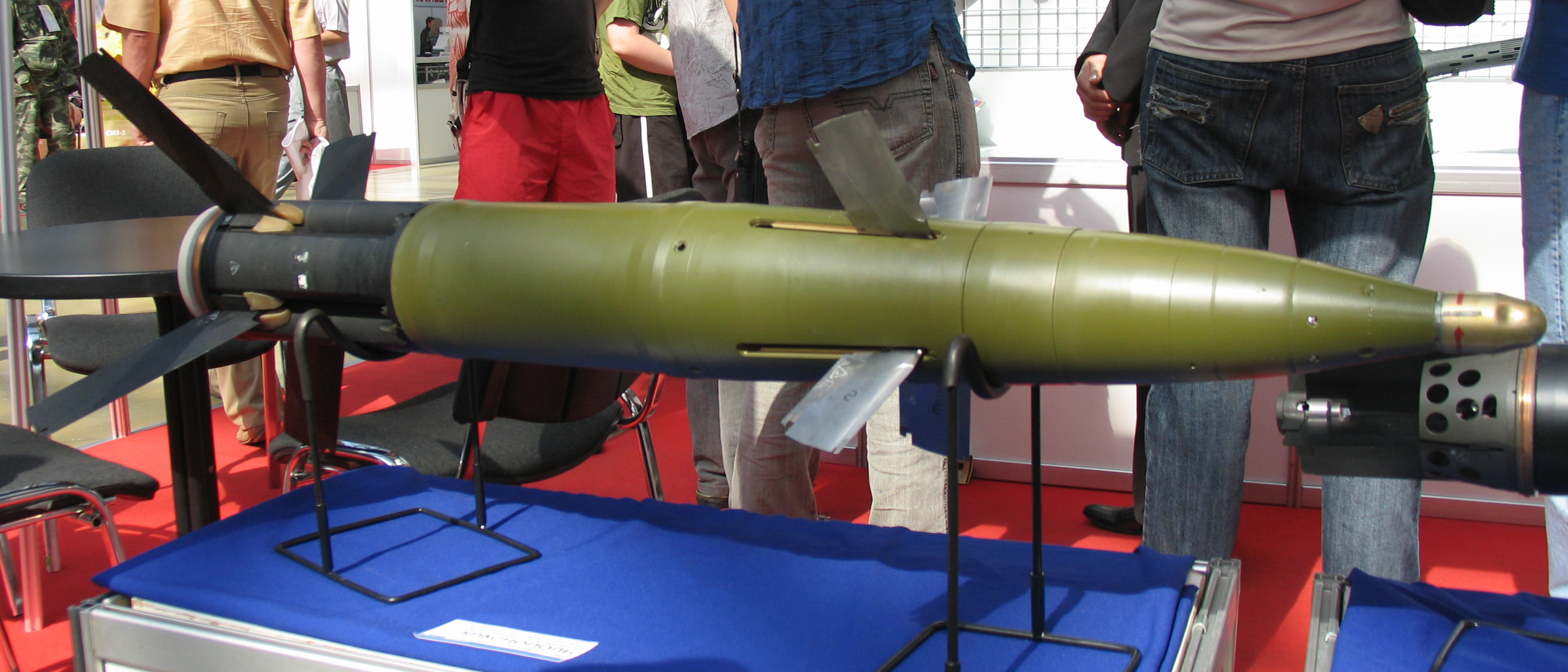
Управляемый снаряд «Краснополь».

Основным вооружением САУ 2С19 является 152-мм гаубица 2А64. Орудие полностью унифицировано по баллистическим характеристикам и используемым боеприпасам со 152-мм буксируемой гаубицей 2А65. Основными узлами орудия 2А64 являются ствол, затвор, электрооборудование, досылатель, противооткатные устройства, люлька, ограждение, уравновешивающий и подъёмный механизмы. Ствол орудия представляет собой трубу-моноблок соединённую с казёнником, в передней части ствола находится эжектор, на дульном срезе трубы закреплён дульный тормоз. В казённике расположен вертикально-клиновой затвор с полуавтоматикой копирного типа. Выстрел из орудия может производиться как вручную, так и электроспуском. Копирная полуавтоматика затвора предназначена для открывания затвора при накате после выстрела орудия. Люлька сварная обойменного типа, в люльке закрепляется сектор подъёмного механизма. В задней части люльки болтовым соединением закреплено ограждение. На ограждении размещены элементы ударно-спускового механизма, досылатель, линейка для измерения длины отката, а также механизм блокировки спуска. Электромеханический досылатель снаряда и заряда, а также механизм удаления стреляной гильзы, предназначены для облегчения работы заряжающего. Противооткатные устройства состоят из веретённо-модераторного тормоза отката, цилиндр которого закреплён в казённике орудия, и из пневматического накатника, заполненного азотом. Подъёмный механизм секторного типа, обеспечивает наведение орудия в диапазоне углов от −4 до +68° по вертикали. Подъём орудия может осуществляться как вручную маховиком, так и с помощью электродвигателя. Пневматический уравновешивающий механизм служит для компенсации момента неуравновешенности качающейся части орудия. Возимый боекомплект САУ 2С19 составляет 50 штатных выстрелов, однако в зависимости от перевозимого количества управляемых снарядов «Краснополь» возможны следующие варианты: 42 штатных выстрела и четыре снаряда 3ОФ39, 47 штатных и три снаряда 3ОФ39, 39 штатных выстрелов и семь снарядов 3ОФ39. Объём зарядной каморы составляет 16 литров.
В основной боекомплект самоходной гаубицы 2C19 входят осколочно-фугасные снаряды 3ОФ45 с максимальной дальностью стрельбы в 24,7 км, снаряды 3ОФ64 с улучшенной эффективностью действия, осколочно-фугасные снаряды 3ОФ61 с газогенератором донного вдува, а также новые кассетные снаряды 3-О-23. Штатный боекомплект САУ 2С19 составляют 20 осколочно-фугасных и 30 активно-реактивных снарядов. В настоящее время для 2С19 разработаны корректируемые снаряды «Сантиметр» и «Краснополь», для поражения бронетанковой техники в местах сосредоточения пусковых установок, долговременных оборонительных сооружений, мостов и переправ, а также модернизированные управляемые снаряды «Краснополь-М1» с увеличенной дальностью стрельбы и уменьшенными массогабаритными характеристиками, благодаря чему снаряды «Краснополь-М1» возможно размещать в штатных боеукладках САУ без уменьшения основного возимого боекомплекта. Кроме того, предусмотрено использование осветительных, целеуказательных и ядерных снарядов, а также снарядов постановщиков радиопомех. Возможно использование всей номенклатуры боеприпасов, предназначенных для 152-мм гаубиц 2С3 и Д-20. Дополнительно САУ 2С19 оборудована 12,7-мм зенитным пулемётом НСВТ «Утёс», скорострельность 700—800 выстр./мин., дальность до 2000 м. Пулемёт установлен на вращающейся башенке командира САУ, углы вертикального наведения составляют от −3° до +70°, а горизонтального — от 9° влево до 255° вправо. Для личного оружия расчёта гаубицы предусмотрены пять креплений под автоматы АКС-74, а также крепление для сигнального пистолета. В возимый боекомплект дополнительного вооружения входят пять лент по 60 патронов для пулемёта, 900 патронов для автоматов, 18 ракет к сигнальному пистолету и 20 ручных гранат Ф-1.

#### Применяемые выстрелы
| Таблица ТТХ выстрелов, используемых орудием 2А64 |                                                             |                              |                        |                 |                             |                           |                   |                   |                   |                  |                                                       |                           |                  |                                     |
| Индекс выстрела                                  | Тип снаряда                                                 | Снаряд                       | Снаряд                 | Снаряд          | Взрыватель                  | Взрыватель                | Капсюльная втулка | Капсюльная втулка | Заряд             | Заряд            | Заряд                                                 | Заряд                     | Заряд            | Максимальная дальность стрельбы, км |
| Индекс выстрела                                  | Тип снаряда                                                 | Индекс снаряда               | Масса снаряда, кг      | Масса ВВ, кг    | Индекс                      | Марка                     | Индекс            | Марка             | Индекс гильзы     | Материал гильзы  | Наименование и сокр. индекс заряда в гильзе           | Масса заряда в гильзе, кг | Масса пороха, кг | Максимальная дальность стрельбы, км |
| Осколочно-фугасные снаряды                       |                                                             |                              |                        |                 |                             |                           |                   |                   |                   |                  |                                                       |                           |                  |                                     |
| 3ВОФ58 (3ВОФ58-1)                                | [[Осколочно-фугасный снаряд\|Осколочно-фугасный             | 3ОФ45 (3ОФ45-1 — с насечкой) | 43,56                  | 7,65            | 3В40, 53-В-028              | РГМ-2М, РГМ-2             | 54-В-024          | КВ-4              | 54-Г-540(-1), 4Г4 | Латунь, Сталь    | Полный переменный: ЖН-546(-1) Ж38(-1) ЖН-546-2, Ж38-2 | 16,3 15,9                 | ~8,3 ~7,8        | 19,4                                |
| 3ВОФ72 (3ВОФ72-1)                                | Осколочно-фугасный                                          | 3ОФ45 (3ОФ45-1)              | 43,56                  | 7,65            | 3В40, 53-В-028              | РГМ-2М, РГМ-2             | 54-В-026У         | КВ-13У            | 4Г35              | Пластик, сборная | Дальнобойный Ж61                                      | 15,7                      | ~11,4            | 24,7                                |
| 3ВОФ73 (3ВОФ73-1)                                | Осколочно-фугасный                                          | 3ОФ45 (3ОФ45-1)              | 43,56                  | 7,65            | 3В40, 53-В-028              | РГМ-2М, РГМ-2             | 54-В-024          | КВ-4              | 54-Г-540(-1), 4Г4 | Латунь, Сталь    | Уменьшенный Ж-546У(-1), Ж-546У-2                      | 12,1                      | ~4,2             | 14,37                               |
| 3ВОФ32                                           | Осколочно-фугасный                                          | 3ОФ25                        | 43,56                  | 6,8             | 53-В-028, 3В40, 3ВМ2, 3ВТ14 | РГМ-2, РГМ-2М, В-90, АР-5 | 54-В-024          | КВ-4              | 54-Г-540(-1), 4Г4 | Латунь, Сталь    | Полный переменный: ЖН-546(-1) Ж38(-1) ЖН-546-2, Ж38-2 | 16,3 15,9                 | ~8,3 ~7,8        | 17                                  |
| 3ВОФ33                                           | Осколочно-фугасный                                          | 3ОФ25                        | 43,56                  | 6,8             | 53-В-028, 3В40, 3ВМ2, 3ВТ14 | РГМ-2, РГМ-2М, В-90, АР-5 | 54-В-024          | КВ-4              | 54-Г-540(-1), 4Г4 | Латунь, Сталь    | Уменьшенный Ж-546У(-1), Ж-546У-2                      | 12,1                      | ~4,2             | 13,4                                |
| 53-ВОФ-546                                       | Осколочно-фугасный                                          | ОФ-540 (ОФ-540Ж)             | 43,56                  | 5,86            | 53-В-028, 3В40, 3ВМ2, 3ВТ14 | РГМ-2, РГМ-2М, В-90, АР-5 | 54-В-024          | КВ-4              | 54-Г-540(-1), 4Г4 | Латунь, Сталь    | Полный переменный: ЖН-546(-1) Ж38(-1) ЖН-546-2, Ж38-2 | 16,3 15,9                 | ~8,3 ~7,8        |                                     |
| 53-ВОФ-546У                                      | Осколочно-фугасный                                          | ОФ-540 (ОФ-540Ж)             | 43,56                  | 5,86            | 53-В-028, 3В40, 3ВМ2, 3ВТ14 | РГМ-2, РГМ-2М, В-90, АР-5 | 54-В-024          | КВ-4              | 54-Г-540(-1), 4Г4 | Латунь, Сталь    | Уменьшенный Ж-546У(-1), Ж-546У-2                      | 12,1                      | ~4,2             |                                     |
| 3ВОФ96                                           | Осколочно-фугасный                                          | 3ОФ64                        | 43,56                  | 7,8             | 3В40                        | РГМ-2М                    | 54-В-026У         | КВ-13У            | 4Г35              | Пластик, сборная | Дальнобойный Ж61                                      | 15,7                      | ~11,4            | 24,7                                |
| 3ВОФ97                                           | Осколочно-фугасный                                          | 3ОФ64                        | 43,56                  | 7,8             | 3В40                        | РГМ-2М                    | 54-В-024          | КВ-4              | 54-Г-540(-1), 4Г4 | Латунь, Сталь    | Полный переменный: ЖН-546(-1) Ж38(-1) ЖН-546-2, Ж38-2 | 16,3 15,9                 | ~8,3 ~7,8        | 19,4                                |
| 3ВОФ98                                           | Осколочно-фугасный                                          | 3ОФ64                        | 43,56                  | 7,8             | 3В40                        | РГМ-2М                    | 54-В-024          | КВ-4              | 54-Г-540(-1), 4Г4 | Латунь, Сталь    | Уменьшенный Ж-546У(-1), Ж-546У-2                      | 12,1                      | ~4,2             | 14,37                               |
| 3ВОФ91                                           | Осколочно-фугасный с газогенератором донного вдува          | 3ОФ61                        | 43,56                  | 7,8             | 53-В-025У                   | В-429                     | 54-В-026У         | КВ-13У            | 4Г35              | Пластик, сборная | Дальнобойный Ж61                                      | 15,7                      | ~11,4            | 29                                  |
| Кассетные                                        |                                                             |                              |                        |                 |                             |                           |                   |                   |                   |                  |                                                       |                           |                  |                                     |
| 3ВО13                                            | Кассетный с осколочными боевыми элементами (БЭ) 3О16        | 3-О-13                       | 57,9 (8 БЭ × 1,4 кг)   | 0,23 на один БЭ | 3ВМ6                        | ДТМ-75                    | 54-В-024          | КВ-4              | 54-Г-540(-1), 4Г4 | Латунь, Сталь    | Полный переменный: ЖН-546(-1) Ж38(-1) ЖН-546-2, Ж38-2 | 16,3 15,9                 | ~8,3 ~7,8        | 14,5                                |
| 3ВО14                                            | Кассетный с осколочными БЭ 3О16                             | 3-О-13                       | 57,9 (8 БЭ × 1,4 кг)   | 0,23 на один БЭ | 3ВМ6                        | ДТМ-75                    | 54-В-024          | КВ-4              | 54-Г-540(-1), 4Г4 | Латунь, Сталь    | Уменьшенный Ж-546У(-1), Ж-546У-2                      | 12,1                      | ~4,2             | 11                                  |
| 3ВО28                                            | Кассетный с кумулятивно-осколочными боевыми элементами (БЭ) | 3-О-23                       | 42,8 (40 БЭ × 0,36 кг) | по 0,042/БЭ     |                             |                           | 54-В-026У         | КВ-13У            |                   |                  | Дальнобойный                                          |                           |                  | 21                                  |
| 3ВО29                                            | Кассетный с кумулятивно-осколочными БЭ                      | 3-О-23                       | 42,8 (40 БЭ × 0,36 кг) | по 0,042 на БЭ  |                             |                           | 54-В-024          | КВ-4              |                   |                  | Полный                                                |                           |                  |                                     |
| 3ВО30                                            | Кассетный с кумулятивно-осколочными БЭ                      | 3-О-23                       | 42,8 (40 БЭ × 0,36 кг) | по 0,042 на БЭ  |                             |                           | 54-В-024          | КВ-4              |                   |                  | Уменьшенный                                           |                           |                  | 14                                  |
| Корректируемые                                   |                                                             |                              |                        |                 |                             |                           |                   |                   |                   |                  |                                                       |                           |                  |                                     |
| 3ВОФ63 «Сантиметр»                               | Осколочно-фугасный, корректируемый                          | 3ОФ38                        | 49,5                   | 8,5             |                             |                           |                   |                   |                   |                  | Полный переменный № 1: ЖН-546                         |                           |                  | 12                                  |
| 3ВОФ66 «Сантиметр»                               | Осколочно-фугасный, корректируемый                          | 3ОФ38                        | 49,5                   | 8,5             |                             |                           |                   |                   |                   |                  | Уменьшенный: Ж-546У                                   |                           |                  | 8                                   |
| «Сантиметр-М»                                    | Осколочно-фугасный, корректируемый                          | 3ОФ75                        | 48                     | 10              |                             |                           |                   |                   |                   |                  |                                                       |                           |                  | 18                                  |
| 3ВОФ64 «Краснополь»                              | Осколочно-фугасный, управляемый                             | 3ОФ39                        | 50                     | 6,6             | 3ВТ25                       |                           |                   |                   |                   |                  | Полный переменный № 1: ЖН-546                         |                           |                  | 20                                  |
| 3ВОФ93 «Краснополь»                              | Осколочно-фугасный, управляемый                             | 3ОФ39                        | 50                     | 6,3             | 3ВТ25                       |                           |                   |                   |                   |                  | Уменьшенный: Ж-546У                                   |                           |                  | 8                                   |
| 3ВОФ64М «Краснополь-М1»                          | Осколочно-фугасный, управляемый                             | 3ОФ39М                       | 43                     | 9               |                             |                           |                   |                   |                   |                  | Полный переменный: ЖН-546                             |                           |                  | 20                                  |
| «Краснополь-М1»                                  | Осколочно-фугасный, управляемый                             | 3ОФ39М                       | 45                     | 9               |                             |                           |                   |                   |                   |                  | Дальнобойный                                          |                           |                  | 25                                  |
| «Аврора»                                         | Осколочно-фугасный, управляемый                             |                              | 51                     | 12,6            |                             |                           |                   |                   |                   |                  |                                                       |                           |                  | 20                                  |
| «Сайгак»                                         | кассетный с СПБЭ                                            |                              |                        |                 |                             |                           |                   |                   |                   |                  |                                                       |                           |                  |                                     |
| Специальные                                      |                                                             |                              |                        |                 |                             |                           |                   |                   |                   |                  |                                                       |                           |                  |                                     |
| 3ВДЦ8                                            | Целеуказательный                                            |                              |                        | —               |                             |                           |                   |                   |                   |                  |                                                       |                           |                  |                                     |
| 3ВРБ36                                           | Постановщик помех КВ УКВ связи в диапазоне 1,5—120 МГц      | 3РБ30-1…8                    | 43,56                  | —               |                             |                           | 54-В-024          | КВ-4              |                   |                  | Уменьшенный: Ж-546У                                   |                           |                  | 13,5                                |
| 3ВРБ37                                           | Постановщик помех КВ УКВ связи в диапазоне 1,5—120 МГц      | 3РБ30-1…8                    | 43,56                  | —               |                             |                           | 54-В-024          | КВ-4              |                   |                  | Полный переменный: ЖН-546                             |                           |                  | 18                                  |
| 3ВРБ38                                           | Постановщик помех КВ УКВ связи в диапазоне 1,5—120 МГц      | 3РБ30-1…8                    | 43,56                  | —               |                             |                           | 54-В-026У         | КВ-13У            |                   |                  | Дальнобойный                                          |                           |                  | 22                                  |

### Средства наблюдения и связи
Для наведения орудия, осуществления разведки местности днём и в ночной период времени, в командирской башенке установлен комбинированный прицел ТКН-3В с прожектором ОУ-3ГКУМ. Для стрельбы из зенитного пулемёта установлен прицел ПЗУ-5. Место наводчика оборудовано артиллерийским панорамным прицелом 1П22 для стрельбы с закрытых огневых позиций и прицелом прямой наводки 1П23 для ведения огня по наблюдаемым целям. Место механика водителя оборудовано тремя призменными приборами наблюдения ТНПО-160, а также прибором ночного видения ТВНЕ-4Б для вождения в ночных условиях. Для очистки смотровых и прицельных приспособлений САУ 2С19 оборудована специальной пневматической системой очистки.
Внешняя радиосвязь поддерживается радиостанцией Р-173. Радиостанция работает в УКВ-диапазоне и обеспечивает устойчивую связь с однотипными станциями на расстоянии до 20 км в зависимости от высоты антенны обеих радиостанций. Переговоры между членами экипажа осуществляется через аппаратуру внутренней связи 1В116, рассчитанную на семь абонентов.

### Специальное оборудование
2С19 «Мста-С» оснащена системой 1В124 для автоматизированного управления наведением орудия в вертикальной плоскости и механизированного наведения в горизонтальной плоскости, а также для восстановления наводки после выстрела. В состав системы 1В124 входит автоматизированный прицел 1П22, аппаратура управления 1В122 и приводы наведения 2Э46. Аппаратура 1В122 позволяет принимать и отображать информацию об установках стрельбы, поступающую с машины старшего офицера батареи как по радио- так и по проводному каналу связи. Для маскировки и постановки дымовых завес на лобовом листе башни САУ 2С19 размещены шесть гранатомётов системы 902В для стрельбы 81-мм дымовыми гранатами.

### Двигатель и трансмиссия
В 2С19 установлен V-образный двенадцатицилиндровый цилиндровый четырёхтактный дизельный двигатель В-84А жидкостного охлаждения с наддувом мощностью 780 л. с. Кроме дизельного топлива, двигатель имеет возможность работы на керосине марок ТС-1, Т-1 и Т-2.
Трансмиссия механическая, с бортовыми планетарными коробками передач (БКП). Имеет семь передних и одну заднюю передачу. Максимальная скорость движения на седьмой передней передаче составляет 60 км/ч.

### Ходовая часть
Ходовая часть 2С19 максимально унифицирована с танком Т-80 и состоит из шести пар обрезиненных опорных и пяти пар поддерживающих катков. В задней части машины находятся ведущие колёса, в передней — направляющие. Подвеска 2С19 — индивидуальная торсионная. На первом, втором и шестом опорных катках установлены телескопические гидроамортизаторы.
| Сравнительные характеристики ходовой части Т-80 и 2С19 |       |           |
|                                                        | 2С19  | Т-80      |
| Число траков в гусенице, шт.                           | 86    | 80        |
| Масса трака, кг                                        | 15,6  | 22        |
| Масса ведущего колеса, кг                              | 181,9 | 188       |
| Масса направляющего колеса, кг                         | 228   | 230       |
| Количество опорных катков, шт.                         | 12    | 12        |
| Масса опорного катка, кг                               | 115   | более 156 |
| Количество поддерживающих катков, шт.                  | 10    | 10        |
| Масса поддерживающего катка, кг                        | 16,8  | 12        |
| Масса заправленного гидроамортизатора, кг              | 27,5  | 30        |

## Серийное производство и модификации
Серийное производство САУ 2С19 было развёрнуто в 1988 году (то есть до официального принятия на вооружение).

Так как производственные мощности Уральского завода транспортного машиностроения находились на реконструкции, изготовление САУ было перенесено на специально построенный под производство 2С19 завод в городе Стерлитамаке, где и осуществлялось до распада СССР. После закрытия завода в Стерлитамаке производством 2С19 вновь занялся Уралтрансмаш.
По состоянию на 1998 год стоимость одной самоходной артиллерийской установки 2С19 составляла около 1,6 млн долларов.
Производством гаубицы 2А64 занимался волгоградский завод «Баррикады».
По состоянию на 2001 год, суммарное количество выпущенных САУ 2С19 составляло более 500 единиц.
Изготовление САУ 2С19 и её модификаций продолжается по настоящее время.
В июне 2020 года «Уралвагонзавод» поставил для Минобороны первую партию САУ в модернизированном варианте, 2С19М1, после капитального ремонта и модернизации (были оснащены автоматизированной системой управления наведением и огнем).

### Модификации и модернизации
Фактически сразу после принятия на вооружение были начаты работы по модернизации САУ 2С19. Разрабатываемая модернизация получила обозначение 2С30 «Исеть». В начале 1990-х годов, странами-участницами НАТО был принят «Совместный меморандум о баллистике», определявший новый стандарт для 155-мм гаубиц и устанавливавший максимальную дальность стрельбы осколочно-фугасными снарядами в 30 км, а активно-реактивными — в 40 км. С целью ликвидации отставания дивизионной артиллерии России от артиллерии стран НАТО была начата разработка новой модификации 2С19 под наименованием 2С33 «Мста-СМ» (в некоторых источниках приводится индекс 2С19М). «Мста-СМ» по сравнению с базовым вариантом обладала увеличенной в 1,4 раза скорострельностью, дальность стрельбы осколочно-фугасным снарядом составляла более 30 км, а активно-реактивным — более 40 км. В целом по своему боевому потенциалу САУ 2С33 «Мста-СМ» превосходила советские системы предыдущих поколений в 4—5 раз. Проведённые в 3 ЦНИИ научно-исследовательские работы «Прощание-2», «Прощание-3» и «Прощание-АД» показали, что дальнейшее развитие систем артиллерийского вооружения Советской армии (а затем и ВС России) должно было строиться на базе двух артиллерийских комплексов: самоходного артиллерийского орудия 2С31 «Вена» и самоходной гаубицы 2С33 «Мста-СМ». В связи с началом работ по новой перспективной самоходной гаубице 2С35 «Коалиция-СВ» работы по «Мсте-СМ» были остановлены. При выполнении научно-исследовательской работы на базе САУ 2С19 был изготовлен экспериментальный образец артиллерийской системы. Вместо гаубицы 2А64 на САУ была установлена двухствольная гаубица с баллистикой перспективной 152-мм артиллерийской установки «Коалиция».
Параллельно с созданием новой системы 2С33, велись работы по совершенствованию уже изготовленных и эксплуатировавшихся в войсках самоходных гаубиц 2С19. Результаты боевых действий в Чечне, а также попытка вывода 2С19 на внешний рынок показали отсталость системы управления наведением орудия. С 1998 года начались работы по оснащению автоматизированными средствами управления наведения орудия ранее принятых и состоявших на вооружении артиллерийских систем ВС РФ. Модифицированная версия самоходной гаубицы «Мста-С», оснащённая автоматизированной системой управления наведением и огнём (СУО) «Успех-С», получила обозначение 2С19М1.
К 2002 году завершилась разработка комплекса программного обеспечения, предназначенного для корректирования и расчёта установок стрельбы в реальном времени для САУ 2С31 и 2С19М1. А к началу 2008 года самоходные гаубицы 2С19М1 были приняты на вооружение и начали поступать на вооружение РВиА ВС России. Стоимость модернизированной САУ 2С19М1 составляет около трёх миллионов долларов. Помимо основного варианта, предназначенного для ВС России, на Уральском заводе транспортного машиностроения совместно с Мотовилихинскими заводами был разработан экспортный вариант САУ 2С19М1, получивший неофициальное наименование 2С19М1-155, предназначенный для потенциальных иностранных заказчиков, имеющих на вооружении снаряды калибра 155 мм.
В декабре 2012 года появились сведения о дальнейшей модернизации САУ «Мста-С», получившей обозначение 2С19М2. ЦКБ «Титан» разработало модернизированную 152-мм гаубицу 2А64М2 с повышенной скорострельностью и эффективностью огня, а также лучшими эксплуатационными свойствами. САУ 2С19М2 оснащаются новой автоматизированной СУО и системой навигации, также была повышена максимальная скорострельность до 10 выстрелов в минуту и реализована функция «одновременного огневого налёта», которая позволяет поражать цель одновременно несколькими снарядами, выпущенными из одной САУ и находящимися на разных траекториях полёта. Для защиты от высокоточного оружия используется комплект «Накидка», который снижает заметность САУ в радиолокационном и тепловом диапазонах. Государственные испытания 2С19М2 завершены в августе 2012 года, на ПО «Баррикады» начато серийное производство гаубицы 2А64М2.
26 июня 2013 года пресс-служба ЮВО сообщила про поставку первой партии, состоящей из более чем 35 единиц САУ 2С19М2 «Мста-С».
Также, для снабжения самоходных гаубиц 2С19 выстрелами в 1980-е годы рассматривался вариант создания транспортно-заряжающей машины на той же базе, однако интерес к данной теме у Министерства обороны СССР был потерян и работы дальше предложений не сдвинулись.
|                                            | 2С19   | 2С19М (2С33) | 2С19М1 | 2С19М1-155 | 2С19М2 |
| ------------------------------------------ | ------ | ------------ | ------ | ---------- | ------ |
| Начало серийного производства              | 1988   | отменена     | 2000-е | экспортная | 2012   |
| Боевая масса, т                            | 42     | 42           | 42     | 43         | 43,24  |
| Индекс орудия                              | 2А64   | 2А79         |        | МЗ-158     | 2А64М2 |
| Калибр орудия, мм                          | 152,4  | 152,4        | 152,4  | 155        | 152,4  |
| Длина ствола, клб                          | 47     |              | 47     | 52         | 47     |
| Углы ВН, град.                             | −4…+68 | −4…+70       | −4…+68 | −4…+70     |        |
| Скорострельность, выстр./мин.              | 7…8    | более 10     | 8      | 6…8        | 10     |
| Возимый боезапас, выстр.                   | 50     | 50           | 50     | 45         | 50     |
| Максимальная дальность стрельбы ОФС, км    | 24,7   | более 30     | 24,7   | 30         |        |
| Максимальная дальность стрельбы АР ОФС, км | 29     | более 40     | 29     | 41         | 29     |
| Максимальная дальность стрельбы УАС, км    | 25     | 25           | 25     | 25         | 25     |
| Радиостанция                               | Р-173  | Р-173        |        |            |        |
| Аппаратура внутренней связи                | 1В116  | 1В116        |        |            |        |

## Машины на базе 2С19

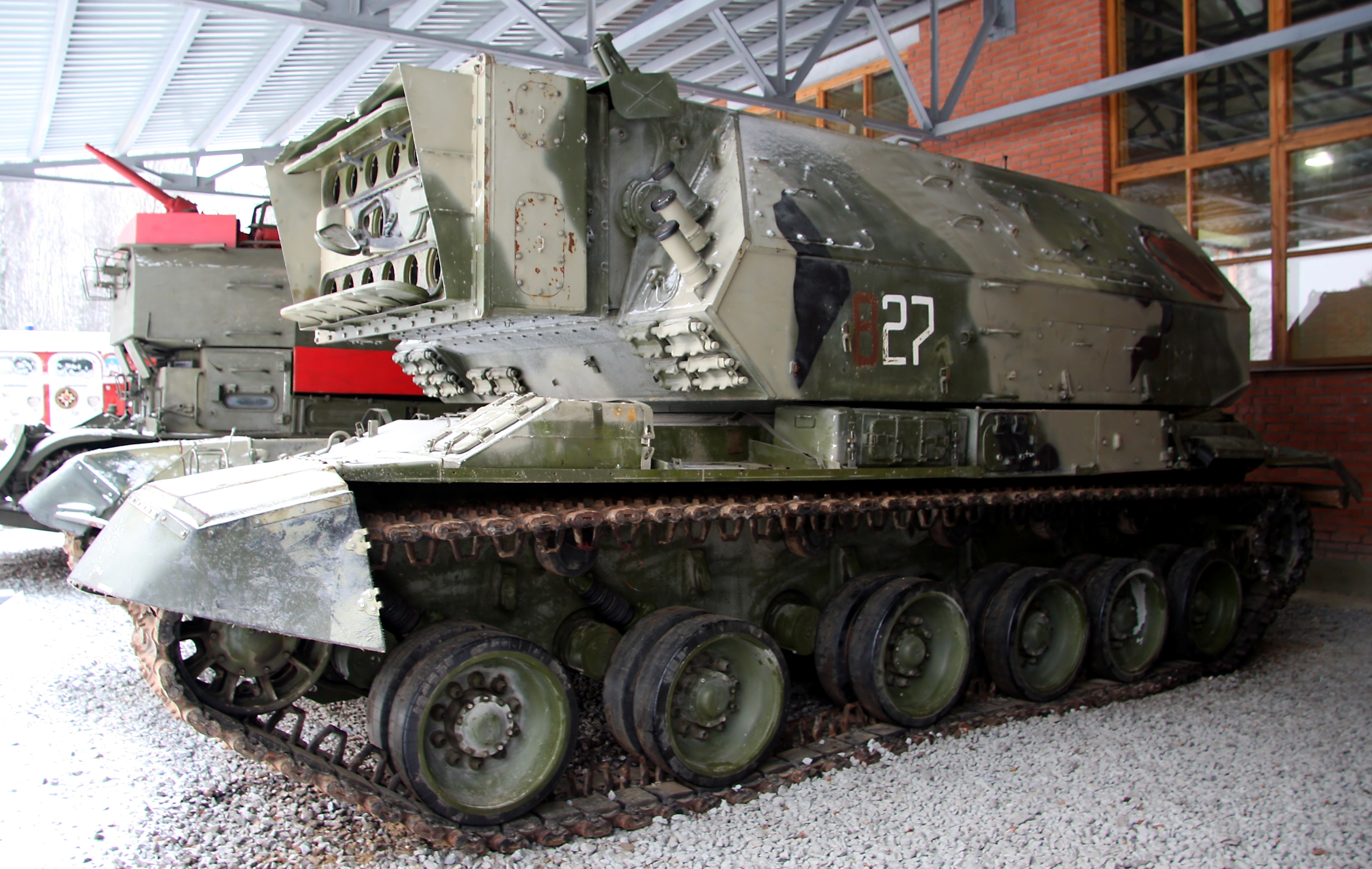
Комплекс 1К17 «Сжатие»

В середине 1980-х годов параллельно с созданием буксируемой гаубицы «Мста-Б» и самоходной гаубицы «Мста-С» на гусеничном шасси, решением военно-промышленной комиссии от 14 августа 1985 года и приказом Министра обороны СССР от 30 августа 1985 года была начата разработка колёсного варианта артиллерийской системы «Мста» на базе грузового автомобиля КрАЗ-6316, получившая обозначение 2С21 «Мста-К». Использовать такой вариант САУ предполагалось с огневых позиций, которые были привязаны к рокадным дорогам. В ходе испытаний изготовленных образцов выявились значительные недостатки системы, требовавшие серьёзной доработки шасси САУ. Министерство автомобильной промышленности СССР сочло такие доработки нецелесообразными, поэтому распоряжением военно-промышленной комиссии от 17 сентября 1987 года работы по колёсному варианту САУ «Мста» были прекращены.
В начале 1990-х годов в НПО «Астрофизика» на базе САУ 2С19 под руководством Н. Д. Устинова был разработан автономный комплекс специального вооружения 1К17 «Сжатие». По сравнению с 2С19 башня боевой машины 1К17 была значительно увеличена для размещения оптико-электронного оборудования. В передней части башни вместо орудия был установлен оптический блок, состоявший из пятнадцати объективов. Комплекс 1К17 был официально принят на вооружение в 1992 году, однако из-за сокращения финансирования и тяжёлого экономического положения России серийное производство комплекса «Сжатие» начато не было.
По данным эксперта, КНР наладила выпуск нелицензионной копии САУ. Это согласуется с тем, что при разработке PLZ-05, по крайней мере, часть систем была украдена. К примеру, система заряжания китайской САУ скопирована с системы заряжания 2С19.

## Операторы

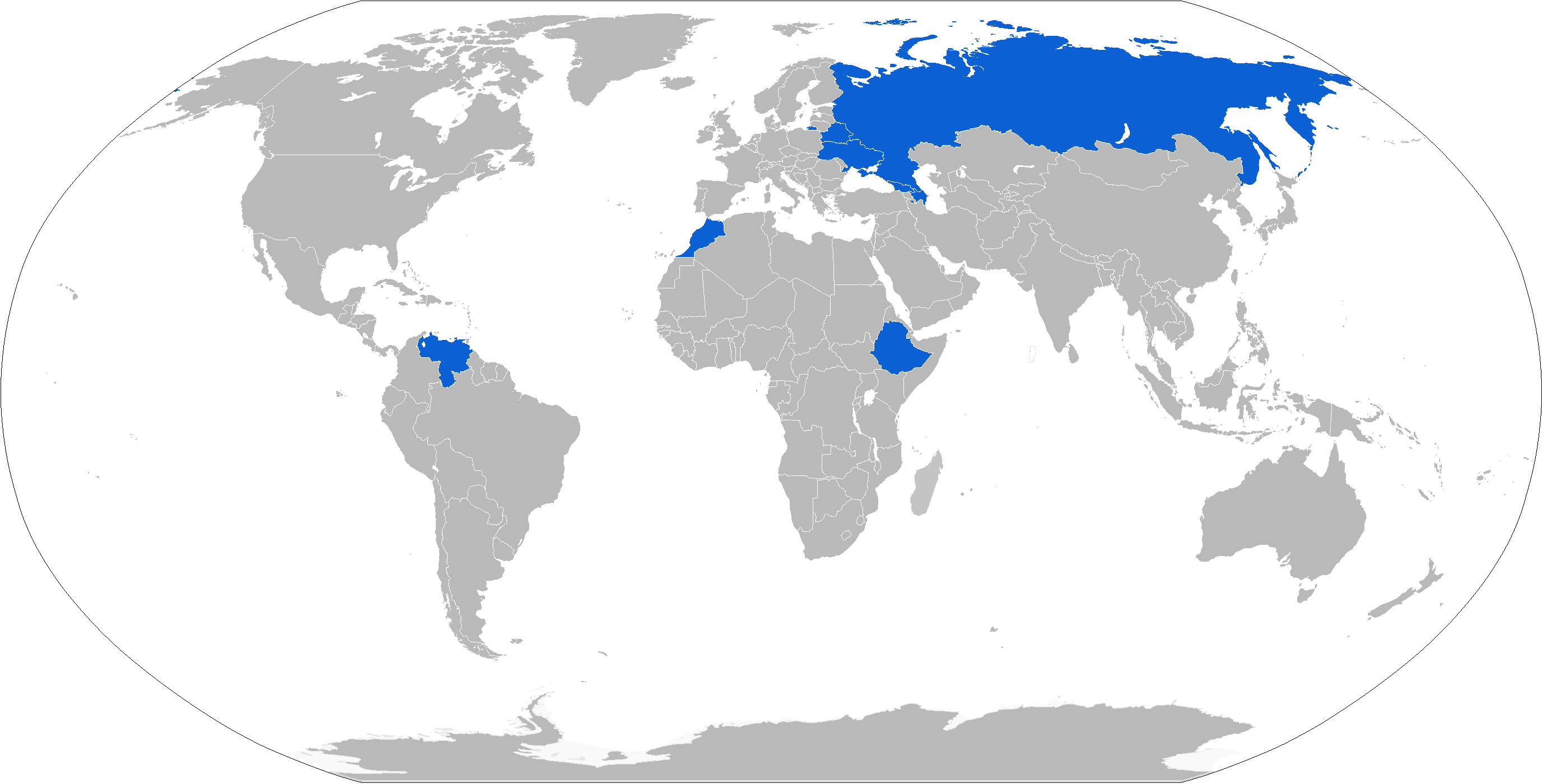
Карта операторов 2С19 на 2019 год

- Азербайджан — 18 единиц 2С19 на вооружении по состоянию на 2024 год[39]
- Венесуэла — 48 единиц 2С19 на вооружении по состоянию на 2024 год[40]
- Грузия — 1 единица 2С19 на вооружении по состоянию на 2024 год[41]
- Россия:
  - Сухопутные войска — 300 единиц 2С19/2С19М1 и 300 2С19М2 на вооружении и 150 единиц 2С19 на хранении по состоянию на 2024 год[42]
  - Береговые войска ВМФ — 36 единиц 2С19М1 на вооружении по состоянию на 2024 год[43]
- Украина — 35 единиц 2С19 на вооружении по состоянию на 2024 год[44]
- Эфиопия — 10 единиц 2С19 на вооружении по состоянию на 2024 год[45]

## Служба и боевое применение

### Организационная структура
Самоходная гаубица 2С19 поступает на вооружение артиллерийских полков танковых и мотострелковых дивизий сухопутных войск, а также отдельных артиллерийских дивизионов в составе отдельных танковых и мотострелковых бригад на замену 152-мм гаубицам 2С3 «Акация». Самоходные гаубицы 2С19 сведены в артиллерийские комплексы. Каждый артиллерийский комплекс включает в себя до четырёх артиллерийских батарей. Каждая батарея может включать в себя до восьми САУ 2С19, а также по одной командно-наблюдательной машине командира батареи и машине старшего офицера батареи.

### Служба
Самоходные гаубицы 2С19 состояли на вооружении следующих формирований:
1. в/ч № 19612. 4-я гвардейская танковая дивизия (4 тд): некоторое количество 2С19М2 по состоянию на 2017 год[48]
2. в/ч № 23626. 2-я гвардейская мотострелковая дивизия (2 мсд): некоторое количество 2С19М2 по состоянию на 2017 год[49];
3. в/ч № 54046. 3-я мотострелковая дивизия (3 мсд): более 20 единиц 2С19М2 по состоянию на 2019 год[50].
4. в/ч № 61423. 144-я гвардейская мотострелковая дивизия (144 мсд): 36 единиц 2С19М1 по состоянию на 2020 год.[51];
5. в/ч № 22179. 150-я мотострелковая дивизия (150 мсд): 18 единиц 2С19М2 по состоянию на 2021 год.[52]
6. в/ч № 54096. 6-я отдельная танковая бригада (6 отбр): 18 единиц 2С19 и 2С19М1 по состоянию на 2020 год[53];
7. в/ч № 23626. 5-я отдельная гвардейская мотострелковая бригада (5 омсбр): 36 единиц 2С19 по состоянию на 2009 год[54];
8. в/ч № 65384. 17-я отдельная гвардейская мотострелковая бригада (17 омсбр): 26 единиц по состоянию на 2014 год[55].
9. в/ч № 20634. 19-я отдельная мотострелковая бригада (19 омсбр): 36 единиц 2С19/2С3М по состоянию на 2009 год[54];
10. в/ч № 69670. 20-я отдельная гвардейская мотострелковая бригада (20 омсбр): 18 единиц 2С19 по состоянию на 2009 год[54];
11. в/ч № 12128. 21-я отдельная гвардейская мотострелковая бригада (21 омсбр): 36 единиц 2С19 по состоянию на 2009 год[54];
12. в/ч № 61423. 28-я отдельная мотострелковая бригада (28 омсбр): 36 единиц 2С19 по состоянию на 2009 год[54];
13. в/ч № 41659. 35-я отдельная гвардейская мотострелковая бригада (35 омсбр): 36 единиц 2С19 по состоянию на 2009 год[54];
14. в/ч № 16871. 60-я отдельная мотострелковая бригада (60 омсбр): 36 единиц 2С19 по состоянию на 2009 год[54];
15. в/ч № 61424. 69-я отдельная бригада прикрытия (69 обрп): неизвестное количество 2С19 по состоянию на 2020 год[56];
16. в/ч № 24776. 70-я отдельная гвардейская мотострелковая бригада (70 омсбр): 36 единиц 2С19 по состоянию на 2009 год[54]
17. в/ч № 08275. 200-я отдельная гвардейская мотострелковая бригада (200 омсбр(а)): 18 единиц 2С19 по состоянию на 2009 год[54];
18. в/ч № 74814. 205-я отдельная мотострелковая бригада (205 омсбр): более 35 единиц 2С19М2 по состоянию на 2013 год[57]
19. в/ч № 02561. 9-я гвардейская артиллерийская бригада (9 абр): 18 единиц 2С19 по состоянию на 2009 год[54];
20. в/ч № 62048. 30-я артиллерийская бригада (30 абр): 18 единиц [нет в источнике] 2С19М2 по состоянию на 2019 год[58]
21. в/ч № 59361. 120-я гвардейская артиллерийская бригада (120 абр): несколько десятков 2С19 по состоянию на 2017 год.[59]
22. в/ч № 13714. 227-я артиллерийская бригада (227 абр): 18 единиц 2С19М1 по состоянию на 2019 год.[60]
23. в/ч № 53195. 236-я артиллерийская бригада (236 абр): около 10 единиц 2С19М2 по состоянию на 2017 год[61]
24. в/ч № 41603. 244-я артиллерийская бригада (244 абр): свыше 10 единиц 2С19М1 по состоянию на 2019 год[62]
25. в/ч № 30683. 288-я артиллерийская бригада (288 абр): некоторое количество 2С19 по состоянию на 2015 год[63];
26. в/ч № 64670. 291-я гвардейская артиллерийская бригада (291 абр): некоторое количество 2С19 по состоянию на 2020 год.[64]
27. в/ч № 32775. 385-я гвардейская артиллерийская бригада (385 абр): 48 единиц 2С19 по состоянию на 2012 год[54];
28. в/ч № н/д. 631-й учебный центр ракетных войск и артиллерии: 2С19М2 по состоянию на 2018 год[65]
29. в/ч № н/д. 212-й гвардейский окружной учебный центр подготовки младших специалистов (танковых войск): несколько единиц 2С19 по состоянию на 2017 год[66]
30. в/ч № н/д. 99-я база хранения и ремонта вооружения и техники (13 омсбр): 36 единиц 2С19 по состоянию на 2009 год[54];
31. в/ч № 63453. 262-я база хранения и ремонта вооружения и техники (262 БХиРВТ): 36 единиц 2С19 по состоянию на 2009 год[54];
32. в/ч № н/д. 7014-я база хранения и ремонта вооружения и техники (7014 БХиРВТ): 18 единиц 2С19 по состоянию на 2009 год[54];

1. в/ч А3091. 26-я отдельная артиллерийская бригада (26 оабр) Сухопутных войск Украины: некоторое количество по состоянию на 2017 год[67].

1. 41-я танковая бригада 4-й танковой дивизии Сухопутных войск Венесуэлы по состоянию на 2011 год[68].

### Боевое применение

#### Конфликты на постсоветском пространстве
Боевое крещение самоходная гаубица 2С19 приняла во время Первой чеченской кампании. Несмотря на то, что во время боевых действий «Мста-С» зарекомендовала себя как манёвренная самоходная артиллерийская установка с высокой точностью стрельбы, отвечающая современным на тот момент требованиям, были выявлены и её недостатки, заключавшиеся прежде всего в устаревшей системе управления наведением орудия. Повторное применение САУ 2С19 состоялось во время Второй чеченской кампании. По результатам боевого применения и с учётом выявленных недостатков была разработана модифицированная версия — 2С19М1
В августе 2008 года во время Войны в Грузии в зону военного конфликта были введены войска 58-й общевойсковой армии и приданных ей подразделений, в штатном расписании которых числилось суммарно 70 САУ 2С19, однако имело ли место применение этих самоходных гаубиц, доподлинно неизвестно.
Во время Войны на востоке Украины эти САУ ограниченно применялись украинскими войсками и повстанцами
Использовалась обеими сторонами в ходе российского вторжения на Украину В ходе украинского контрнаступления, несколько российских САУ, в том числе, как минимум, три единицы «Мста-СМ2», было брошено и захвачено украинской стороной.

#### Африка
Во время эфиопо-эритрейского конфликта десять единиц САУ 2С19 использовались Эфиопией. Боевое применение САУ 2С19 показало её эффективность, так одним точным ударом по колонне эритрейские войска были приведены к полной дезорганизации, а атака эфиопских 2С19 была воспринята как авианалёт. Причиной являлась большая дистанция огня, из-за чего эритрейские войска не слышали звуки выстрелов самоходных гаубиц 2С19.

## Оценка машины
|                                            | 2С3     | 2С19 (2С19М2) | 2С33     |
| ------------------------------------------ | ------- | ------------- | -------- |
| Год принятия на вооружение                 | 1971    | 1989 (2012)   | отменена |
| Боевая масса, т                            | 27,5    | 42,0 (43,24)  | 42,0     |
| Экипаж, чел.                               | 4       | 5             | 5        |
| Марка орудия                               | 2А33    | 2А64          | 2А79     |
| Длина ствола, клб                          | 28      | 47            |          |
| Углы ВН, град.                             | −4…+60  | −4…+68        | −4…+70   |
| Углы ГН, град.                             | 360     | 360           | 360      |
| Возимый боезапас, выстр.                   | 46      | 50            | 50       |
| Максимальная дальность стрельбы ОФС, км    | 17,4    | 24,7          | более 30 |
| Максимальная дальность стрельбы АР ОФС, км | 20,5    | 29            | более 40 |
| Максимальная дальность стрельбы УАС, км    | 20      | 25            | 25       |
| Масса ОФС, кг                              | 43,56   | 43,56         |          |
| Боевая скорострельность, выстр/мин         | 1,9—3,5 | 7—8 (10)      | более 10 |
| Кучность стрельбы по дальности, Вд/Хmax    | 1/290   | 1/374         |          |
| Кучность стрельбы по боку, м               | 11      | 11            |          |
| Калибр зенитного пулемёта, мм              | 7,62    | 12,7          | 12,7     |
| Максимальная скорость по шоссе, км/ч       | 60      | 60            | 60       |

САУ 2С19 была принята на вооружение в 1989 году для замены САУ предыдущего поколения 2С3. По сравнению с «Акацией», «Мста-С» обладает существенно увеличенной дальностью стрельбы осколочно-фугасным снарядом (24,7 км против 17,4) и активно-реактивным снарядом (29,06 км против 20,5) и повышенной скорострельность (7—8 выстрелов в минуту у базовой 2С19, против 1,9—3,5 у 2С3). Кроме того, в боекомплект 2С19 входят снаряды повышенной мощности. Снаряд 3ОФ45 по своей эффективности действия превосходит снаряд 3ОФ25 в 1,2—1,3 раза, а снаряды 3ОФ61 и 3ОФ64 превосходят 3ОФ45 в 1,3—1,5 раза. Однако, несмотря на очевидные преимущества 2С19, в Российских войсках предпочтение отдаётся самоходным гаубицам 2С3. Причиной является бо́льшая простота в эксплуатации, а также меньшее время, затрачиваемое на подготовку расчёта САУ 2С3.
|                                            | 2С19   | / SP70         | AuF.1T | M109A6 | AS-90  |
| ------------------------------------------ | ------ | -------------- | ------ | ------ | ------ |
| Начало серийного производства              | 1988   | 1985 (отменён) | 1988   | 1991   | 1992   |
| Боевая масса, т                            | 42     | 43,5           | 42     | 28,9   | 45     |
| Экипаж, чел.                               | 5      | 5              | 4      | 6      | 5      |
| Калибр орудия, мм                          | 152,4  | 155            | 155    | 155    | 155    |
| Длина ствола, клб                          | 47     | 39             | 39     | 39     | 39     |
| Углы ВН, град.                             | −4…+68 |                | −4…+66 | −3…+75 | −5…+70 |
| Углы ГН, град.                             | 360    | 360            | 360    | 360    | 360    |
| Возимый боезапас, выстр.                   | 50     | 36             | 42     | 39     | 48     |
| Максимальная дальность стрельбы ОФС, км    | 24,7   | 24             | 23     | 22     | 24,7   |
| Максимальная дальность стрельбы АР ОФС, км | 29     | 30             | 30     | 30     | 30     |
| Максимальная дальность стрельбы УАС, км    | 20     | 20             | 20     | 20     | 20     |
| Масса ОФС, кг                              | 43,56  | 43,88          | 43,88  | 43,88  | 43,88  |
| Боевая скорострельность, выстр/мин         | 7—8    | до 6           | до 8   | 1—4    | до 6   |
| Калибр зенитного пулемёта, мм              | 12,7   | 7,62           | 7,62   | 12,7   | 7,62   |
| Максимальная скорость по шоссе, км/ч       | 60     | 68             | 60     | 61     | 53     |
| Запас хода по шоссе, км                    | 500    | 420            | 450    | 299    | 420    |

Основным конкурентом со стороны стран НАТО на момент разработки для 2С19 считался международный проект 155-мм самоходной гаубицы PzH-70 (SP70). В целом по своим характеристикам САУ «Мста-С» не уступала SP70. Единственным явным преимуществом была защита корпуса и башни SP70 от стрелкового оружия калибром вплоть до 14,5 мм. В 1982 году САУ SP70 прошли обширные испытания по программе ФРГ, после чего были направлены на войсковые испытания в страны-разработчики. К 1985 году планировалось организовать серийное производство, а первые серийные САУ должны были поступить в сухопутные войска в 1987 году. Общий выпуск должен был составить 640 единиц, 400 из которых предназначались для поставок в бундесвер. В 1986 году из проекта вышла Великобритания. Кроме того, постоянно возраставшая стоимость и сокращение серийного заказа привели к закрытию проекта и отказу от SP70.
Опыт работ по SP70 был применён при разработке модернизации французской самоходной гаубицы AMX-30 AuF.1. Самоходная гаубица получила усовершенствованный механизм заряжания с увеличенной до 8 выстрелов в минуту скорострельностью и была принята на вооружение Франции в 1988 году под обозначением AuF.1T. По сравнению с 2С19 экипаж французской САУ состоит из четырёх человек, по остальным характеристикам AuF.1T и 2С19 приблизительно соответствуют друг другу. Великобританией был разработан собственный проект 155-мм самоходной гаубицы, получивший обозначение AS-90. Первые проработки были начаты в 1982 году, а к 1986 году был изготовлен опытный образец. Окончательное решение о дальнейших работах над AS-90 было принято после выхода Великобритании из международного проекта SP70. AS-90, так же как и SP70, в качестве основного вооружения использует артиллерийскую часть буксируемой гаубицы FH70. Серийное производство AS90 было начато в 1992 году, всего было изготовлено 179 самоходных гаубиц.
В США к 1991 году были завершены работы над последней серийной модификацией САУ M109, получившей обозначение M109A6 «Paladin». По сравнению с предыдущими модификациями M109A6 получила новую башню с улучшенной защитой и новый комплект бортового оборудования. По сравнению с «Мстой-С» самоходная гаубица M109A6 имеет сопоставимую дальность стрельбы, однако по остальным критическим параметрам (таким как запас хода и максимальная скорострельность) существенно уступает САУ 2С19 и не может обеспечить приемлемый режим огня, необходимый для подавления сил противника в современных условиях боя.
|                                            | 2С19М2 | PzH 2000 | XM2001         | PLZ-05 | AS-90 «Braveheart» |
| ------------------------------------------ | ------ | -------- | -------------- | ------ | ------------------ |
| Начало серийного производства              | 2012   | 2000     | 2006 (отменён) | 2007   | 1998               |
| Боевая масса, т                            | 43,24  | 55,33    | 43,64          | 43     | 45                 |
| Экипаж, чел.                               | 5      | 5        | 3              | 4      | 5                  |
| Калибр орудия, мм                          | 152,4  | 155      | 155            | 155    | 155                |
| Длина ствола, клб                          | 47     | 52       | 56             | 52     | 52                 |
| Углы ВН, град.                             | −4…+68 | −2,5…+65 | −3…+75         | −3…+68 | −5…+70             |
| Углы ГН, град.                             | 360    | 360      | 360            | 360    | 360                |
| Возимый боезапас, выстр.                   | 50     | 60       | 50             | 30     | 48                 |
| Максимальная дальность стрельбы ОФС, км    | 24,7   | 30       |                | 39     | 30                 |
| Максимальная дальность стрельбы АР ОФС, км | 29     | 48       | более 40       | 53     | 41                 |
| Максимальная дальность стрельбы УАС, км    | 25     |          | 57             | 25     |                    |
| Боевая скорострельность, выстр./мин        | 10     | 10       | 10—12          | до 8   | до 6               |
| Калибр зенитного пулемёта, мм              | 12,7   | 7,62     | 12,7           | 12,7   | 7,62               |
| Максимальная скорость по шоссе, км/ч       | 60     | 60       | 67             | 65     | 53                 |
| Запас хода по шоссе, км                    | 600    | 420      | 405            | 450    | 420                |

|                                            | 2С19М2 «Мста-С» | M109A7 | PzH 2000 | AMX AuF1T | AS90 «Braveheart» |
| ------------------------------------------ | --------------- | ------ | -------- | --------- | ----------------- |
| Внешний вид                                |                 |        |          |           |                   |
| Год принятия на вооружение                 | 2012            | 2016   | 1998     | 1988      | 1998              |
| Боевая масса, т                            | 43,24           | 36,2   | 55,0     | 43,0      | 45,0              |
| Экипаж                                     | 5               | 4      | 3+2      | 4         | 5                 |
| Калибр пушки, мм                           | 152             | 155    | 155      | 155       | 155               |
| Длина ствола, калибров                     | 47              | 39     | 52       | 39        | 52                |
| Боекомплект пушки, выстрелов               | 50              | 39     | 60       | 42        | 48                |
| Максимальная дальность стрельбы ОФС, км    | 24,7            | 22     | 30       | 23        | 30                |
| Максимальная дальность стрельбы АР ОФС, км | 29              | 30     | 40       | 28        | 40                |
| Максимальная скорострельность, выстр./мин  | 10              | 6      | 8-10     | 8         | 6                 |
| Мощность двигателя, л. с.                  | 780             | 675    | 986      | 720       | 660               |
| Максимальная скорость, км/ч                | 60              | 61     | 60       | 60        | 53                |
| Запас хода по шоссе, км                    | 600             | 300    | 420      | 450       | 420               |

|                                            | Пальмария | K9 Thunder | SSPH Primus | PLZ-45 | PLZ-05 | Тип 99 |
| ------------------------------------------ | --------- | ---------- | ----------- | ------ | ------ | ------ |
| Внешний вид                                |           |            |             |        |        |        |
| Год принятия на вооружение                 | 1982      | 1998       | 2002        | 1997   | 2007   | 1999   |
| Боевая масса, т                            | 46,0      | 47,0       | 28,3        | 33,0   | 35,0   | 40,0   |
| Экипаж                                     | 5         | 5          | 4           | 5      | 5      | 4      |
| Калибр пушки, мм                           | 155       | 155        | 155         | 155    | 155    | 155    |
| Длина ствола, калибров                     | 41        | 52         | 39          | 45     | 52     | 52     |
| Боекомплект пушки, выстрелов               | 30        | 48         | 26          | 30     | 30     | 30     |
| Максимальная дальность стрельбы ОФС, км    | 24,7      | 30         | 19          | 24     | 39     | 30     |
| Максимальная дальность стрельбы АР ОФС, км | 30        | 40         | 30          | 39     | 52     | 38     |
| Максимальная скорострельность, выстр./мин  | 4         | 6-8        | 6           | 4-5    | 8      | 6      |
| Мощность двигателя, л. с.                  | 750       | 1000       | 550         | 520    | 520    | 600    |
| Максимальная скорость, км/ч                | 60        | 67         | 50          | 55     | 55     | 60     |
| Запас хода по шоссе, км                    | 500       | 480        | 350         | 550    | 550    | 300    |

Сноски
1. ↑  дальность стрельбы снарядом XM982 составляет до 40 км
2. ↑  дальность стрельбы снарядом V-LAP составляет до 56 км

После принятия в начале 1990-х годов странами-участницами НАТО «Совместного меморандума о баллистике» рядом государств были начаты работы по созданию новых САУ или модернизации уже существующих самоходных артиллерийских установок с оснащением 155-мм стволом длиной 52 калибра и объёмом зарядной каморы в 23 литра. К 1998 году в ФРГ было развёрнуто серийное производство самоходных гаубиц PzH 2000, созданных на базе ранее отменённого проекта PzH 70. В отличие от предшественника PzH 2000 вооружена орудием с новой баллистикой, что позволило увеличить дальность стрельбы снарядами L15A2 до 30 км, а активно-реактивными снарядами ERFB-BB до 41 км. Кроме того, скорострельность была увеличена до 8—10 выстрелов в минуту. В Великобритании была разработана модифицированная версия AS-90 с установкой нового орудия, получившая обозначение «Braveheart», серийное производство данной модификации было начато в 1998 году, однако полностью самоходные гаубицы AS-90 со старой баллистикой заменены в войсках не были.
В 1994 году в США была начата разработка принципиально новой самоходной гаубицы XM2001 «Crusader» для замены САУ M109 и её модификаций. САУ XM2001 имела новое 155-мм орудие длиной 56 калибров с увеличенной дальностью стрельбы и скорострельностью на уровне 10—12 выстрелов за первую минуту. Экипаж составлял три человека, а весь процесс заряжания был полностью автоматизирован. В 2006 году планировалось начать мелкосерийное производство, а в 2007 году — массовое, однако из-за высокой стоимости и недостаточной мобильности САУ, проект «Crusader» был закрыт.
Первая демонстрация макета САУ 2С19 была проведена в 1990 году в Маниле. В 1992 году серийный образец «Мсты-С» демонстрировался на выставке в Жуковском. Впервые за рубежом самоходная гаубица 2С19 была представлена на выставке IDEX-93 в Абу-Даби в 1993 году. На показательном выступлении «Мста» поразила управляемыми снарядами «Краснополь» 38 целей из 40 с дистанции 15 км. В ходе демонстраций были выявлены как преимущества (высокая скорострельность, сравнительно большой возимый боекомплект), так и серьёзные недостатки, основными из которых являлись максимальная дальность стрельбы и устаревшая система управления огнём. Данные недостатки оказали существенное негативное влияние в продвижении 2С19 на рынок экспортных поставок вооружений. Специально для иностранных заказчиков к 2001 году была разработана модифицированная версия 2С19М1-155, оснащённая новой автоматизированной системой управления наведением орудия и орудием калибра 155 мм под стандарт НАТО. Интерес к данной модификации был проявлен со стороны ряда иностранных государств. В России для ликвидации отставания от западных аналогов была начата работа над глубокой модернизацией САУ 2С19 под обозначением 2С33, однако до серийного производства она доведена не была.
В настоящее время конструкция самоходной гаубицы 2С19 претерпела ряд существенный изменений. В новой модификации увеличена скорострельность, введён режим «одновременного огневого налёта» и установлен комплект бортового оборудования для интеграции в единую систему управления тактического звена. Комплекс этих мер позволяет использовать САУ 2С19М2 в качестве основной ударной единицы артиллерии бригадного звена ВС России на ближайшую перспективу. В то же время в современных условиях боя максимальная дальность стрельбы самоходной гаубицы должна составлять 40—45 км. Данный параметр является недостижимым для устаревшего баллистического решения, используемого в «Мсте-С». Поэтому по плану перевооружения ВС России к началу 2020 года устаревшие самоходные гаубицы 2С19 должны были быть заменены на новые САУ 2С35 «Коалиция-СВ».

## Где можно увидеть
- Россия:
  - г. Верхняя Пышма, Свердловская область — Музейный комплекс УГМК;
  - г. Екатеринбург — на постаменте у Дома офицеров;
  - г. Екатеринбург — музей «Уралтрансмаш»;
  - г. Санкт-Петербург — Военно-исторический музей артиллерии, инженерных войск и войск связи;
  - г. Стерлитамак — городской Парк Победы;
  - д. Падиково в Московской области — Музей отечественной военной истории.

САУ 2С19 «Мста-С» в музеях
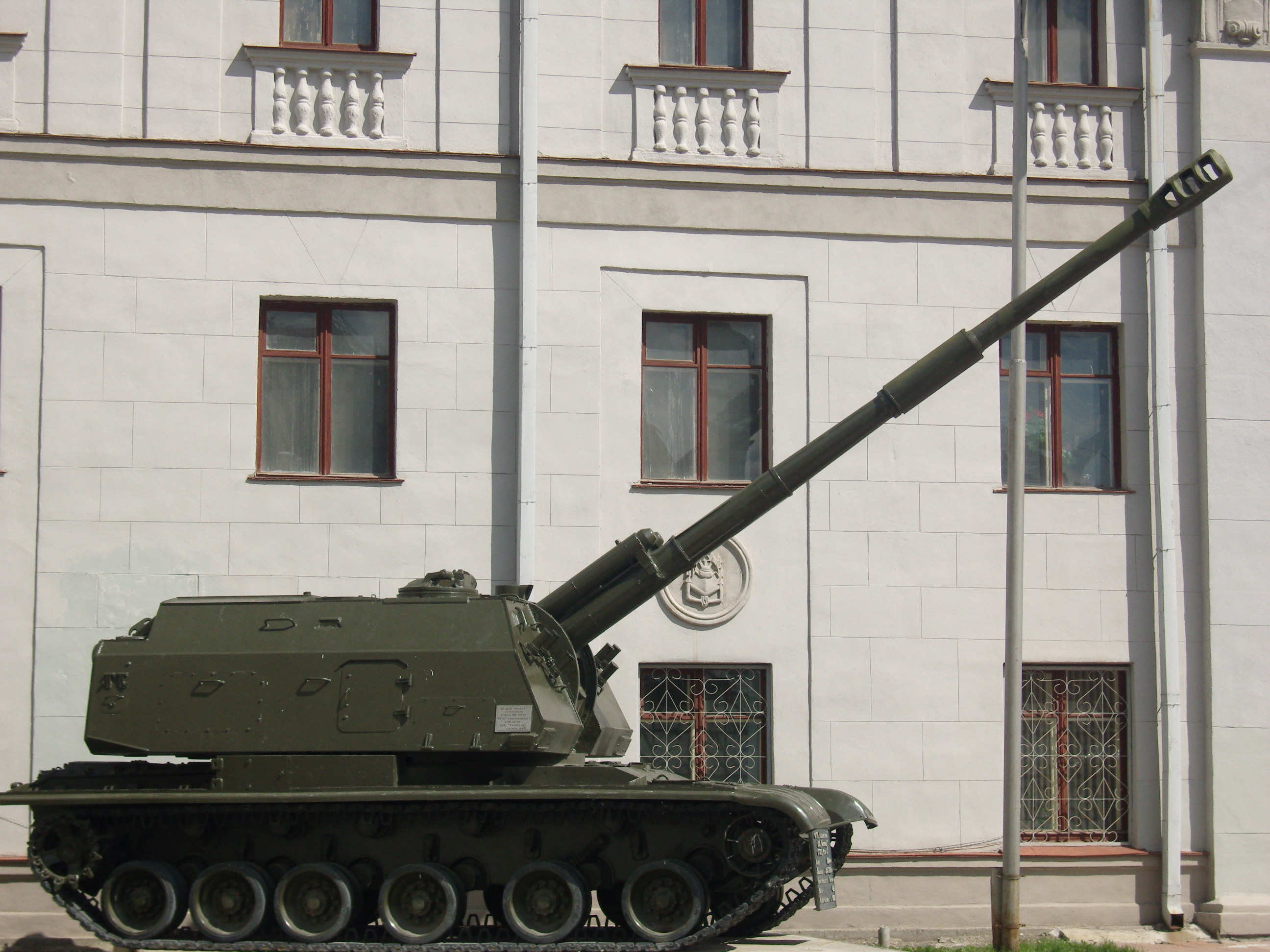
Екатеринбургский Дом офицеров
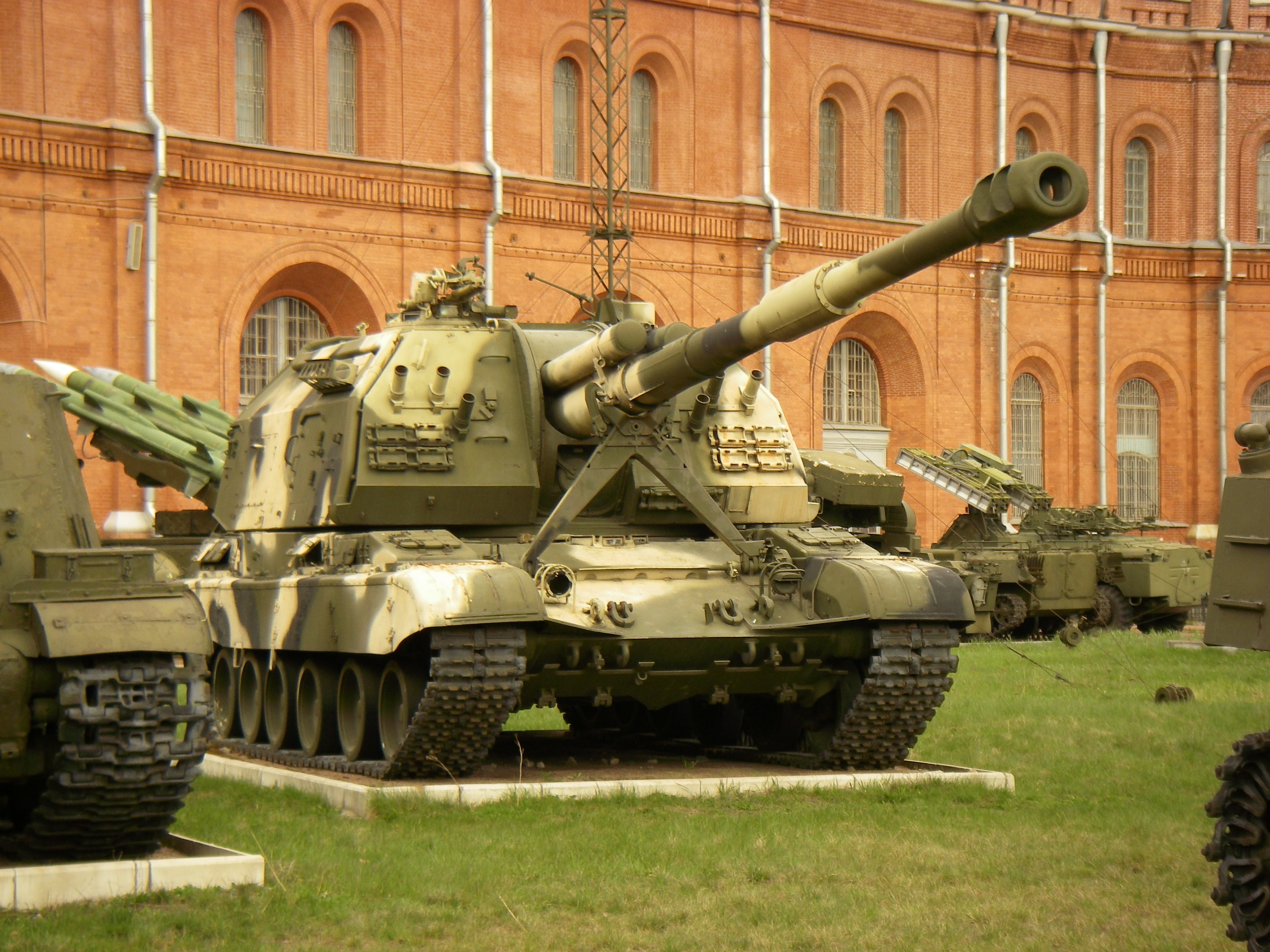
Военно-исторический музей артиллерии, инженерных войск и войск связи
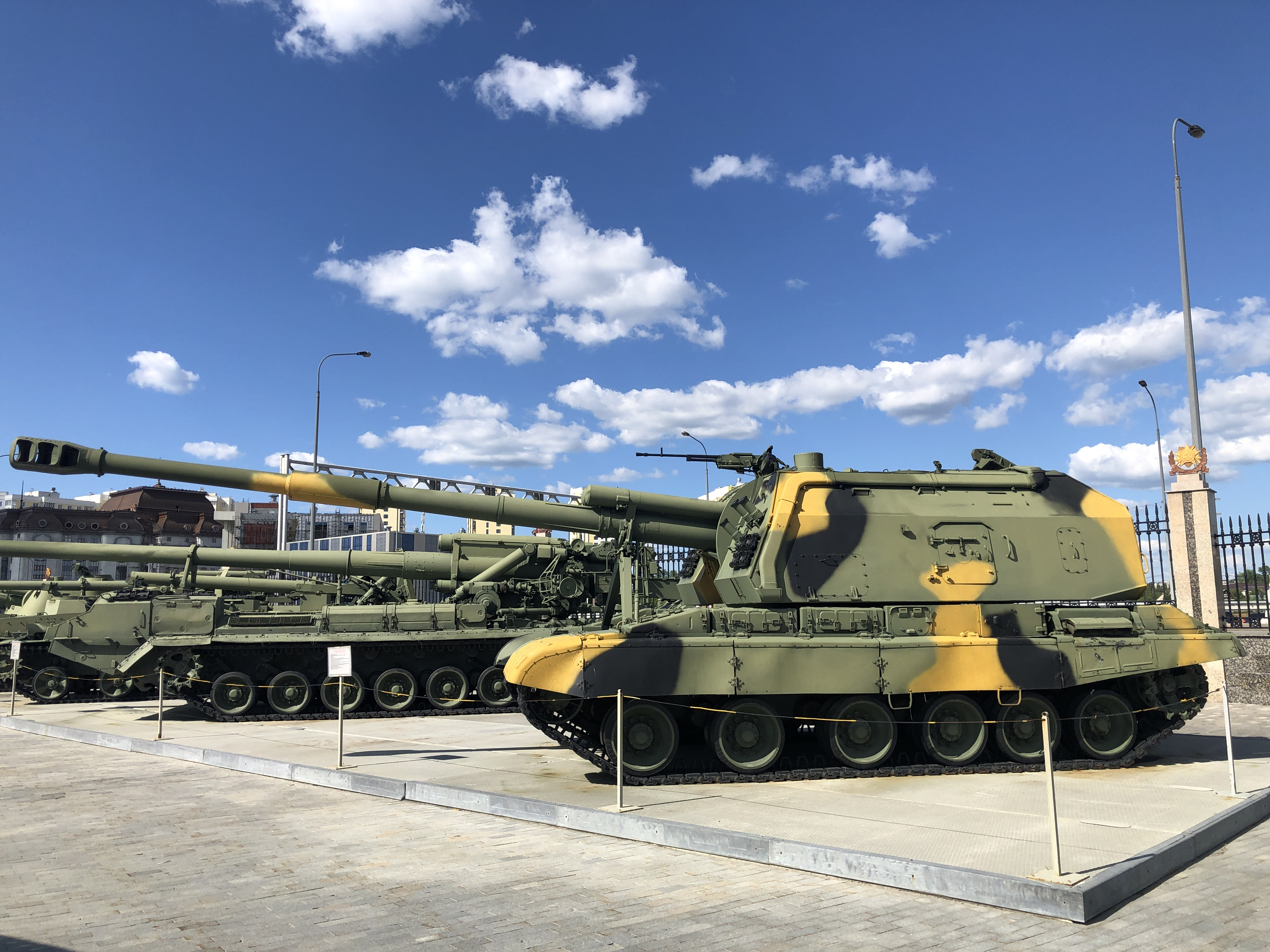
Экспонат в Музейном комплексе УГМК, Верхняя Пышма, Свердловская область
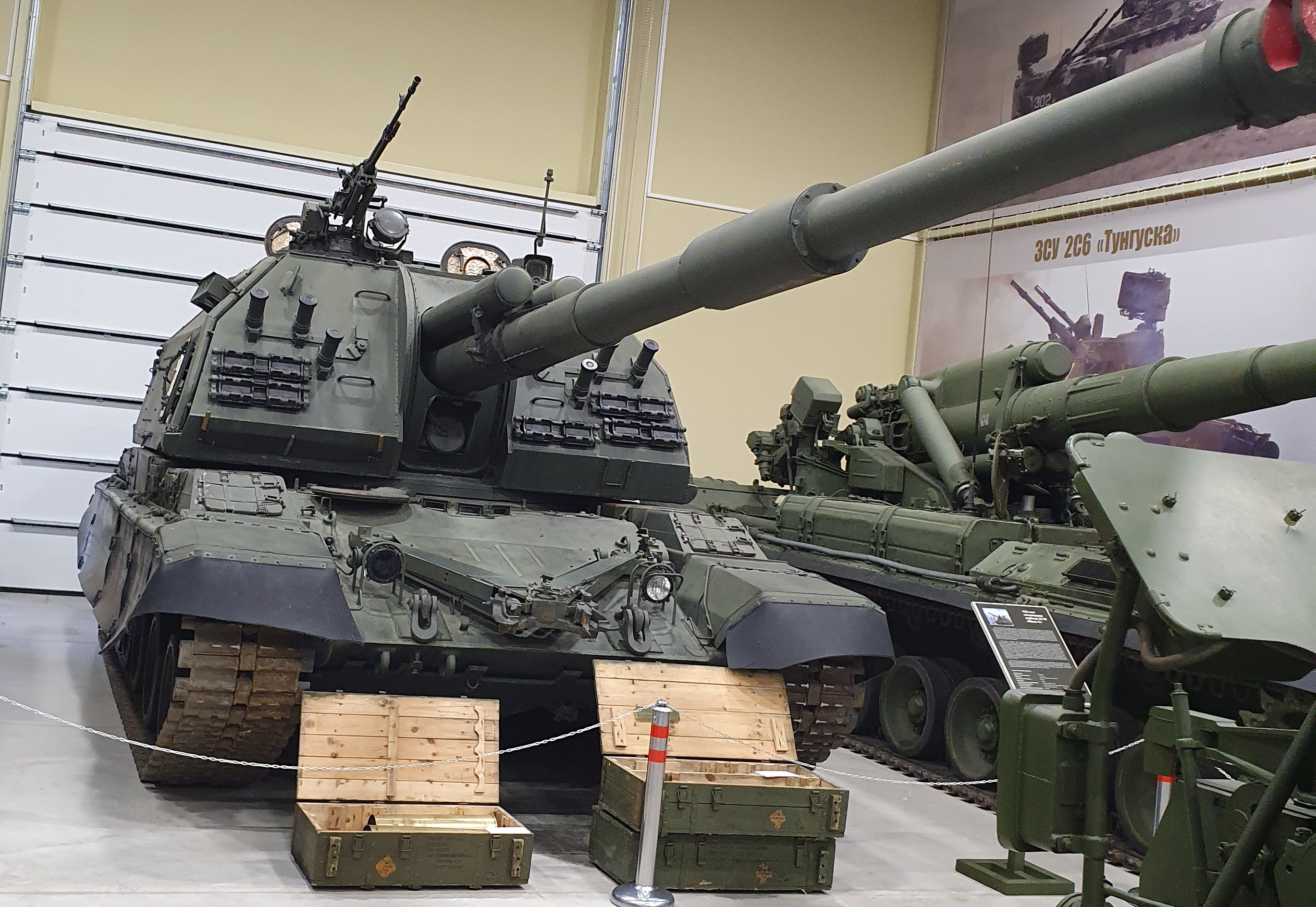
Экспонат в Музее отечественной военной истории, Падиково, Московская область